# Großröda
Großröda é uma vila e antigo município da Alemanha localizado no distrito de Altenburger Land, estado da Turíngia.  Pertencia ao Verwaltungsgemeinschaft de Altenburger Land. Desde 1 de janeiro de 2012, faz parte do município de Starkenberg.

## Demografia
Evolução da população (em 31 de dezembro):
| - 1994 - 301 - 1995 - 308 - 1996 - 312 - 1997 - 309 | - 1998 - 319 - 1999 - 302 - 2000 - 303 - 2001 - 289 | - 2002 - 274 - 2003 - 272 - 2004 - 271 |

 Fonte: Thüringer Landesamt für Statistik